# Megaselia laticosta
Megaselia laticosta är en tvåvingeart som beskrevs av Schmitz 1938. Megaselia laticosta ingår i släktet Megaselia och familjen puckelflugor.
Artens utbredningsområde är Taiwan. Inga underarter finns listade i Catalogue of Life.